# Žarkovac
Žarkovac (ćir.: Жарковац) je naselje u općini Ruma u Srijemskom okrugu u Vojvodini.

## Stanovništvo
Prema popisu stanovništva iz 2002. godine u naselju Žarkovac živi 1.102 stanovnika, od čega 873 punoljetna stanovnika s prosječnom starosti od 39,2 godina (37,7 kod muškaraca i 40,8 kod žena). U naselju ima 348 domaćinstva, a prosječan broj članova po domaćinstvu je 3,17.
Prema popisu iz 1991. godine u naselju je živjelo 915 stanovnika.
| Etnički sastav 2002. |            |        |
| Narod                | Stanovnika |        |
| Srbi                 | 1.014      | 92,01% |
| Mađari               | 36         | 3,26%  |
| Hrvati               | 22         | 1,99%  |
| Romi                 | 3          | 0,27%  |
| Makedonci            | 2          | 0,18%  |
| Slovenci             | 2          | 0,18%  |
| Crnogorci            | 1          | 0,09%  |
| Muslimani            | 1          | 0,09%  |
| nepoznato            | 3          | 0,27%  |

| broj stanovnika | 865   | 882   | 1089  | 934   | 955   | 915   | 1102  |
|                 | 1948. | 1953. | 1961. | 1971. | 1981. | 1991. | 2001. |

## Vanjske poveznice
- Karte, položaj vremenska prognoza
- Satelitska snimka naselja